# Hulda Friederichs
Hulda Friederichs (* 1856 oder 1857 in Ronsdorf, Rheinprovinz, Preußen; † 12. Februar 1927 in Wandsworth, London) war eine britische Journalistin deutscher Herkunft.

## Leben
Friederichs wurde 1856 oder 1857 in Ronsdorf geboren, das damals eine eigenständige Ortschaft in der preußischen Rheinprovinz war und heute ein Ortsteil von Wuppertal ist. Nach dem Schulbesuch in Ronsdorf und Köln wanderte sie nach England aus, wo sie 1881 an einer Wohnanschrift im Londoner Stadtteil Wimbledon bezeugt ist. Von dort aus studierte sie Anglistik an der University of St Andrews als Teil eines Fernstudiumprogrammes, das Frauen den Weg in den tertiären Bildungsbereich ebnen sollte. Sie beendete das Studium 1883 nach dem erfolgreichen Abschluss der Zwischenprüfungen; der Erhalt akademischer Abschlüsse war damals Frauen noch nicht möglich. Anschließend schlug sie eine Laufbahn als Journalistin ein und erhielt eine Festanstellung bei William T. Steads Pall Mall Gazzette. Stead war ein Befürworter von mehr Frauenrechten. Bald protegierte er Friederichs und machte sie später zu seiner Assistentin; für die damalige Zeit ungewöhnlicherweise erhielt Friederichs die gleiche Bezahlung und gleiche Konditionen wie ihre männlichen Kollegen. Zugleich ermöglichte er ihr, anstelle „leichter“ Themen des Boulevardjournalismus, wie sie damals oft häufig von Frauen für die weibliche Leserschaft geschrieben wurden, seriösen Investigativjournalismus zu betreiben, der sich im Sinne des damals aufkommenden sozialkritischen Journalismus mit der Lebenswirklichkeit britischer Frauen beschäftigte. Unter anderem recherchierte sie zu den „Mädels“ (lasses) der Heilsarmee (Salvation Army). Zugleich war sie verantwortlich für viele wichtige Interviews der Zeitung, eine Artikelform, die zu dieser Zeit immer größere Bedeutung erlangte.
Nach Steads Abgang 1889 blieb Friederichs der Pall Mall Gazzette unter dessen neuem Herausgeber Edward Tyas Cook erhalten. Als die Zeitung 1892 überraschend an William Waldorf Astor verkauft wurde und von einer progressiven Ausrichtung hin zu einem Organ der konservativen Tories gewandelt wurde, verließ Friederichs mit vielen ihrer Kollegen das Blatt und wechselte zur The Westminster Gazette, das Cook gemeinsam mit George Newnes als Nachfolger der alten Pall Mall Gazzette gegründet hatte. Das Blatt und ihre Reporter – inklusive Friederichs – setzten die alte Linie des progressiven, sozialkritischen Journalismus fort und wurden so bald zu einer politisch einflussreichen Stimme. Auf Bitte von Newnes übernahm Friederichs von 1896 bis 1905 die redaktionelle Verantwortung für das Westminster Budget, ein an Familien gerichtetes, wöchentlich erscheinendes Digest der Zeitung. In dieser Position war Friederichs unter den ersten Frauen in einer bedeutenden redaktionellen Funktion bei einer britischen Zeitung. Danach wechselte sie zur Samstagsausgabe der Zeitung und war dort neben J. A. Spender stellvertretende Redakteurin. Parallel war sie für Spendensammlungen und karitative Programme der Zeitung verantwortlich und kooperierte in dieser Funktion unter anderem mit der Salvation Army.
Mehrfach veröffentlichte Friederichs ihre Recherchen auch in Buchform. 1896 veröffentlichte sie eine Biografie von William Ewart Gladstone, die sich auf dessen Leben im politischen Ruhestand fokussierte. 1907 verfasste sie ein umfangreiches Buch zur Salvation Army, das nicht zuletzt auf ihren früheren Recherchen und ihrer späteren karitativen Zusammenarbeit mit der Gruppe basierte. Das Buch erschien ein Jahr später auch in deutscher Übersetzung. 1911 folgte eine Biografie ihres ein Jahr zuvor verstorbenen Chefs George Newnes. Daneben leistete sie auch selbst Übersetzungsarbeit und fertigte unter anderem Übersetzungen von Gedichten aus mindestens vier Sprachen ins Englische und Deutsche an. 1906 publizierte sie zudem eine englischsprachige Übersetzung von Rudolf Martins Die Zukunft Russlands. Friederichs blieb unverheiratet und starb im Februar 1927 in London.

## Werke
Monografien
- Mr. Gladstone: In the Evening of his Days. Westminster Gazzette, London 1896.
- The Romance of the Salvation Army. Cassell, London 1907.
  - Entwicklung, Organisation und Methode der Heilsarmee. Mit einem Vorwort von William Booth. Übersetzt von Ernst Werner. Brandner, Frankfurt 1908.
- The Life of Sir George Newnes, Bart. Hodder and Stoughton, London 1911-

Übersetzungen
- Rudolf Martin: The Future of Russia. Smith, Elder & Co., London 1906.